# Ostrołęka (Grójec)
Pour les articles homonymes, voir Ostrołęka (homonymie).
Ostrołęka (prononciation : [ɔstrɔˈwɛŋka]) est un village polonais de la gmina de Warka dans le powiat de Grójec de la voïvodie de Mazovie dans le centre-est de la Pologne.
Il se situe à environ 7 kilomètres au nord-est de Warka (siège de la gmina), 28 kilomètres à l'est de Grójec (siège du powiat) et à 47 kilomètres au sud-est de Varsovie (capitale de la Pologne).
Le village possède approximativement une population de 120 habitants.

## Histoire
De 1975 à 1998, le village appartenait administrativement à la voïvodie de Radom.